# Melisa grandis
Melisa grandis là một loài bướm đêm thuộc phân họ Arctiinae, họ Erebidae.